# Gustav-Adolf-Werk
Gustav-Adolf-Werk (ve zkratce GAW) je německá organizace, která finančně podporuje protestantské (evangelické) sbory v zahraničí. Vznikl 6. listopadu 1832 z iniciativy Christiana Gottloba Grossmanna a jeho název připomínal tehdejší dvousté výročí úmrtí švédského krále Gustava II. Adolfa.

## Činnost
Sdružení dle svého motta „pomáhá evangelickým obcím po celém světě svobodně žít svou víru v Ježíše Krista a diakonicky působit ve svém prostředí“.
Spolek například ve druhé polovině 19. století podporoval výstavbu kostelů na území českých zemí.
Přispěl například na evangelický kostel v Habřině, ale pomáhal i v pozdějších letech, když daroval prostředky na výstavbu Tesařovské kaple v Jizerských horách.
Neangažuje se pouze ve stavebních projektech, nýbrž pomáhal i lidem v Turecku a Sýrii po ničivém zemětřesení, které země postihlo 6. února 2023.